# 傑佛遜瓦利 (紐約州)
傑佛遜瓦利（英語：Jefferson Valley）是位於美國紐約州西徹斯特縣的普查規定居民點。

## 人口
根據2020年美國人口普查的數據，傑佛遜瓦利的面積為18.27平方千米，當中陸地面積為18.02平方千米，而水域面積為0.25平方千米。當地共有人口14444人，而人口密度為每平方千米790.59人。